# Paolo Emilio Landi
Paolo Emilio Landi (Roma, 2 novembre 1959) è un regista teatrale, giornalista e documentarista italiano.

## Biografia
Con lo spettacolo messo in scena al Teatro dei Giovani di Saratov nel 2004, Landi è divenuto il primo straniero a ricevere l'ambito Oscar del teatro Russo, il GosPremja, per Filumena Marturano.
Personaggio dai molteplici interessi, si sposta dal teatro alla televisione con estrema frequenza: ciò, rispetto alla produzione di Landi, permette di individuare due “carriere parallele”.

## Teatro
Inizia giovanissimo a occuparsi di teatro, a 16 anni, lavorando come tecnico del suono e delle luci, poi come assistente di registi quali Luigi Squarzina, Augusto Zucchi, Giulio Bosetti, in produzioni di livello nazionale.
Debutta nella regia professionale con la prima nazionale di After Magritte (1986), un testo inedito del celebre autore inglese Tom Stoppard. Il successo arriva con La cantatrice calva di Eugène Ionesco, più volte ripresa, in Italia, Francia (festival di Avignone), USA (Richmond), e Russia (Omsk e Saratov). In quello che da molti critici è stato considerato il suo cavallo di battaglia, Landi unisce un amaro senso dell'humor con la predilezione per pulizia quasi coreografica dei movimenti, una cura maniacale per il testo parlato, usato musicalmente, come spartito. 
Laureatosi alla Sapienza di Roma in Lingua e Letteratura Americana con Agostino Lombardo, ha discusso una tesi su Tennessee Williams e OutCry, un testo onirico che Landi ha poi messo in scena in prima mondiale al Festival di Todi (1989).
Con la caduta del Muro gli si aprono le porte dell'Est. Landi è subito scritturato a Omsk, Russia (1990, Ekaterina Nartimova, Komsomolskaja pravda, 2008). Inizia la sua carriera in Russia, che lo porterà a mettere in scena oltre 25 spettacoli nei Teatri Accademici Nazionali di numerose metropoli. Città come Omsk, Samara, Saratov, Riga, Vilnius, Chelyabinsk, Mosca, San Pietroburgo, lo hanno visto tornare più volte per nuove messe in scena.
Alla fine degli anni novanta sbarca in USA per la sua prima messa in scena al Repertory Theatre di Milwaukee (Servitore di Due padroni) che vince il premio per il miglior spettacolo della stagione . Da lì inizia anche la collaborazione con la prestigiosa Università di Richmond (Virginia) di cui diventa docente di teatro e documentaristica, e nella quale sperimenta nuove messe in scena con gli studenti.
Il repertorio affrontato da Landi spazia dal classico teatro italiano (Goldoni, Scarpetta, Pirandello, De Filippo), al teatro Inglese (Stoppard, Frayn, Williams, Ives), a quello dell'assurdo, fino al Musical (Full Monty).
La cifra delle sue messe in scene (spesso grandiose nelle scelte scenografiche curate per lo più da Santi Migneco) (Novonews 2009) è nel mischiare caparbiamente il comico e il tragico (Ubaldo Soddu) la pura azione fisica e la reviviscenza stanislavskjana (Oksana Dubonus - BK55.ru), la musica, la danza, il video. In Russia ha trovato un ambiente fortemente sensibile alla sua estetica teatrale ed è ritenuto uno dei registi più apprezzati e richiesti.(Imhonet) È stato il primo regista a andare in scena allo storico Teatro Na Taganka, di Mosca, dopo la partenza del suo storico leader, Yurj Ljubimov.
Regista spesso considerato "di cassetta", onora questo nome, le sue messe in scena restano a lungo nei repertori dei teatri (da un minimo di 5 a un massimo di 16 anni), e sono generalmente seguite da un pubblico numeroso (Pribalt.info). Miseria e Nobiltà è stato in scena al Teatro Drammatico Omsk, Russia per 17 anni. Ladies' Night, di J. Collard è in scena al Teatro Accademico di Samara dal 2002.
Landi parla correntemente inglese, francese, spagnolo e russo. Ha tradotto da e in italiano numerose opere teatrali.

## Televisione
Di famiglia valdese - suo padre, Paolo, è stato membro della Tavola Valdese - dal 1982 inizia a collaborare come regista e giornalista con la rubrica televisiva di Rai 2 "Protestantesimo", per la quale ha prodotto centinaia di reportages, documentari, programmi musicali, interviste in studio ecc. È conduttore in studio della trasmissione. Dal 2001 è iscritto all'albo dei giornalisti del Lazio.
Ha girato in Europa, Africa, Asia, nelle Americhe. I suoi programmi sono stati anche trasmessi in Francia e Svizzera, in Usa. Tra le produzioni internazionali di spicco ricordiamo "Il Vulcano può ancora esplodere", girato in Ruanda, dopo il genocidio, "Sudan, una pace difficile", "la Russia di Putin", "In nome di Dio", la guerra di religione nelle Molucche (Indonesia) e "C'è un tempo per…", collage di interviste sul tema del tempo. nel 2015 ha realizzato un documentario su Nelson Mandela, trasmesso oltre che da Raidue anche da France 2, da RSI, televisione svizzera italiana e dalla RTS televisione svizzera francese.  Tra i lavori più recenti di Landi most figurano tre documentari girati Washington, DC e New York City, USA: L'ultimo giorno (9.11.2001); So Help Me God (Trump alla White House); 100 giorni di Trump.
Per RaiEdu ha inoltre realizzato un docufilm dal titolo Una Banca Per Amico e per Rai 3 ha diretto la fiction Sul confine, tratta dall'omonimo dramma di Leonardo Franchini. 
Per Rai Italia, Community, L'Altra Italia, ha girato a Johannesburg, Cape Town e Durban più di 400 ritratti di italiani residenti in Africa. Ha realizzato l'ultima intervista televisiva a Winnie Madikizela Mandela, prima della sua scomparsa. Rai Italia ha prodotto e messo in onda la serie di documentari Dal Capo all'Equatore, 14 puntate su un viaggio di circa 12.000 km, tra Sudafrica e Uganda.

## Produzioni teatrali estere

### USA
- Servitore di due Padroni di Carlo Goldoni, adattamento di Jeff Hatcher e Paolo Emilio Landi, Milwaukee Repertory Theatre, Milwaukee, Wisconsin, 1999.
- I Gemelli Veneziani di Carlo Goldoni, University of Richmond, VA, 2002.
- Le Sedie & La Cantatrice Calva di Eugène Ionesco, University of Richmond, VA, 2006.
- Servitore di due Padroni[2] di Carlo Goldoni, adattamento di Jeff Hatcher e Paolo Emilio Landi, REP, Newark, Delaware, 2013.
- L'erede Universale di J. Francois Regnard, traduzione e adattamento di David Ives, 2017

### Russia
- La Cantatrice Calva di Eugène Ionesco. State Omsk Drama Theatre, 1991. Prima assoluta in URSS.
- I Gemelli Veneziani di Carlo Goldoni, State Omsk Drama Theatre, 1995.
- Miseria e Nobiltà di Eduardo Scarpetta, State Omsk Drama Theatre, 1998.
- I Gemelli Veneziani di Carlo Goldoni, Samara Drama National Theatre (Russia), 2000.
- Filumena Marturano di Eduardo De Filippo, Saratov Youth Theatre, 2001.
- Uomo e Galantuomo di Eduardo De Filippo, State Omsk Drama Theatre, 2002.
- Ladies' Night  di J. Collard, Samara Drama National Theatre, 2002.
- Servitore di due Padroni di Carlo Goldoni, adattamento di Jeff Hatcher e Paolo Emilio Landi Saratov Youth Theatre, 2003.
- Non si uccidono così anche i cavalli da H. Mc Coy, adattamento di Dmitri Lebedev e Paolo E. Landi- Samara Drama National

Theatre (Russia), 2004.
- I Due Gemelli Veneziani di Carlo Goldoni (edizione del Carnevale) - Ufa Drama National Theatre (Bashkhortostan, Federazione Russa), 2005.
- Rumori Fuori Scena di Michael Frayn, Saratov Youth Theatre (Russia), 2006.
- Miseria e Nobiltà di Eduardo Scarpetta, State Omsk Drama Theatre, 1998.
- Malato Immaginario di Molière, State Omsk Drama Theatre, 2008.
- Le Sedie & La Cantatrice Calva di Eugène Ionesco, Saratov Youth Theatre (Russia), 2008.
- Miseria e Nobiltà di Eduardo Scarpetta, State Chelyabinsk Drama Theatre, 2009.
- L'avaro di Molière, Ufa Drama National Theatre (Bashkhortostan, Federazione Russa), 2009.
- L'Amore delle Tre Melarance  di Carlo Gozzi, Saratov Youth Theatre (Russia), 2010.
- Napoli Milionaria di Eduardo De Filippo, Ufa Drama National Theatre (Bashkhortostan, Federazione Russa), 2011.
- I Due Gemelli Veneziani di Carlo Goldoni, Teatro Na Taganka, MOSCA (Russia) 2011.
- Pallottole su Broadway da Woody Allen, Samara Drama National Theatre, 2013
- Le Avventure di Pinocchio da Carlo Collodi, Saratov Youth Theatre (Russia), 2014.
- Uomo e Galantuomo di Eduardo De Filippo, Samara Drama National Theatre, 2015
- Miseria e Nobiltà di Eduardo Scarpetta, Krasnoyarsk Drama Theatre, 2015.
- Il medico dei Pazzi di Eduardo Scarpetta, Ufa Drama National Theatre (Bashkhortostan, Federazione Russa), 2018.
- Vacanze Napoletane da Eduardo Scarpetta, Yaroslavl Drama Theatre Volkov (Federazione Russa), 2019.
- Uomo e Galantuomo di Eduardo De Filippo, Comedy Theatre Akimov, Saint Petersburg, 2024
- I Due Gemelli Veneziani di Carlo Goldoni, Yaroslavl Drama Theatre Volkov (Federazione Russa), 2024.

### Lituania
- SMS, All about man di Paolo E. Landi, Jaunimo Teatras, Vilnius, 2004, in Lituano.
- Noises Off  by Michael Frayn, Jaunimo Teatras, Vilnius, 2007, in Lituano.
- Miseria e Nobiltà di Eduardo Scarpetta, Jaunimo Teatras, Vilnius, 2007, in Lituano.

### Lettonia
- L'Uomo la Bestia e la Virtu di Luigi Pirandello, Riga Russian National Drama Theatre, 1993.
- Miseria e Nobiltà di Eduardo Scarpetta, Riga Russian National Drama Theatre, 2008.
- Uomo e Galantuomo di Eduardo De Filippo, Riga Russian National Drama Theatre, 2011.
- Filumena Marturano di Eduardo De Filippo, Liepaja Teatris, 2013.

### Francia
- La Cantatrice Chauve di Eugène Ionesco, Festival d'Avignon, 1995.

### Germania
- Tragedie in due battute, di Achille Campanile, 1992.